# Ugo Poletti
Ugo Poletti (Omegna, 19 aprile 1914 – Roma, 25 febbraio 1997) è stato un cardinale e arcivescovo cattolico italiano.

## Biografia
Nato ad Omegna il 19 aprile 1914, fu ordinato sacerdote il 29 giugno 1938. Fu prima pro-vicario e poi vicario generale della diocesi di Novara. Papa Pio XII, il 12 luglio 1958 lo elesse vescovo titolare di Medeli e ausiliare di mons. Gilla Vincenzo Gremigni, arcivescovo-vescovo di Novara, che lo consacrò il successivo 14 settembre nella cattedrale della diocesi. Partecipò a tutte le sessioni del Concilio Ecumenico Vaticano II.
Il 7 gennaio 1963, alla morte del proprio vescovo, venne eletto vicario capitolare di Novara, per essere chiamato, l'anno successivo, a Roma a dirigere le Pontificie Opere Missionarie. Il 26 giugno 1967 fu nominato da papa Paolo VI arcivescovo di Spoleto. Due anni dopo, il 3 luglio 1969 fu nominato arcivescovo titolare di Cittanova e secondo vicegerente di Roma, divenendo così uno dei più stretti collaboratori del cardinale Angelo Dell'Acqua, vicario di Roma, alla cui improvvisa morte, venne nominato, il 13 ottobre 1972, pro-vicario generale di Roma.
Papa Paolo VI lo elevò al rango di cardinale nel concistoro del 5 marzo 1973 con il titolo dei Santi Ambrogio e Carlo. Il 6 marzo fu nominato vicario generale di Roma e il 26 marzo successivo anche arciprete della basilica di San Giovanni in Laterano. Sempre polemico nei riguardi delle amministrazioni della capitale, il 12 febbraio 1974, insieme a don Luigi Di Liegro, organizzò un convegno rimasto celebre con il titolo "Sui mali di Roma", anche se il titolo ufficiale era "La responsabilità dei cristiani di fronte alle attese di giustizia e di carità nella diocesi di Roma". Iniziato nella basilica di San Giovanni in Laterano, il convegno segnalò le debolezze e le carenze di Roma, indicandone i responsabili.
Partecipò ai due conclavi del 1978. Nel 1986 nominò padre Gabriele Amorth esorcista della diocesi di Roma, chiedendogli di affiancare l'allora esorcista in carica padre Candido Amantini. Il 26 agosto 1986 fu incaricato da papa Giovanni Paolo II di erigere il primo Seminario Redemptoris Mater a Roma, dopo che gli iniziatori del Cammino neocatecumenale avevano presentato l'idea al pontefice. Dal 1985 al 1991 fu presidente della Conferenza Episcopale Italiana. In tale veste firmò con Franca Falcucci, allora ministro della Pubblica Istruzione, l'intesa per l'insegnamento della religione cattolica nelle scuole italiane (che dava attuazione al nuovo Concordato del 1984).
Il 17 gennaio 1991 rinunciò, per raggiunti limiti d'età, agli uffici di cardinale vicario di Roma e di arciprete della basilica lateranense, contestualmente cessò il suo incarico di presidente della CEI e fu nominato arciprete della basilica di Santa Maria Maggiore.
Morì, per un improvviso attacco cardiaco, mentre era ricoverato presso il policlinico Agostino Gemelli per erisipela, il 25 febbraio 1997. Fu sepolto nella basilica di Santa Maria Maggiore nella cappella di Santa Lucia.
Nel 2005, la giornalista Raffaella Notariale, indagando sul caso Orlandi, evidenziò che fu il cardinale Poletti, su richiesta del rettore della basilica, don Pietro Vergari, a firmare l'autorizzazione alla sepoltura nella cripta della basilica di Sant'Apollinare, a Roma, di Enrico De Pedis, il quale, come emerse da processi successivi, risulterà essere un esponente della banda della Magliana. La famiglia di De Pedis, infatti, aveva elargito ingenti offerte per la basilica. Il 18 giugno 2012 la salma fu rimossa.

## Genealogia episcopale e successione apostolica
La genealogia episcopale è:
- Cardinale Scipione Rebiba
- Cardinale Giulio Antonio Santori
- Cardinale Girolamo Bernerio, O.P.
- Arcivescovo Galeazzo Sanvitale
- Cardinale Ludovico Ludovisi
- Cardinale Luigi Caetani
- Cardinale Ulderico Carpegna
- Cardinale Paluzzo Paluzzi Altieri degli Albertoni
- Papa Benedetto XIII
- Papa Benedetto XIV
- Papa Clemente XIII
- Cardinale Marcantonio Colonna
- Cardinale Giacinto Sigismondo Gerdil, B.
- Cardinale Giulio Maria della Somaglia
- Cardinale Carlo Odescalchi, S.I.
- Cardinale Costantino Patrizi Naro
- Cardinale Lucido Maria Parocchi
- Papa Pio X
- Cardinale Gaetano De Lai
- Cardinale Raffaele Carlo Rossi, O.C.D.
- Arcivescovo Gilla Vincenzo Gremigni, M.S.C.
- Cardinale Ugo Poletti

La successione apostolica è:
- Vescovo Giulio Salimei (1973)
- Vescovo Clemente Riva, I.C. (1975)
- Vescovo Diego Natale Bona (1985)
- Vescovo Pietro Garlato (1986)
- Arcivescovo Giovanni Marra (1986)
- Vescovo Antonio Bianchin (1987)
- Vescovo Luca Brandolini, C.M. (1987)
- Arcivescovo Giuseppe Mani (1987)
- Vescovo Salvatore Boccaccio (1987)
- Vescovo Bassano Staffieri (1989)
- Vescovo Giuseppe Matarrese (1989)